# Émile Gallé
Émile Gallé (n. 4 mai 1846, Nancy, Franța – d. 23 septembrie 1904, Nancy, Franța) a fost un artist francez care a lucrat în modelarea și decorarea sticlei și este considerat a fi unul din reprezentanții proeminenți ai mișcării franceze Art Nouveau.

## Biografie

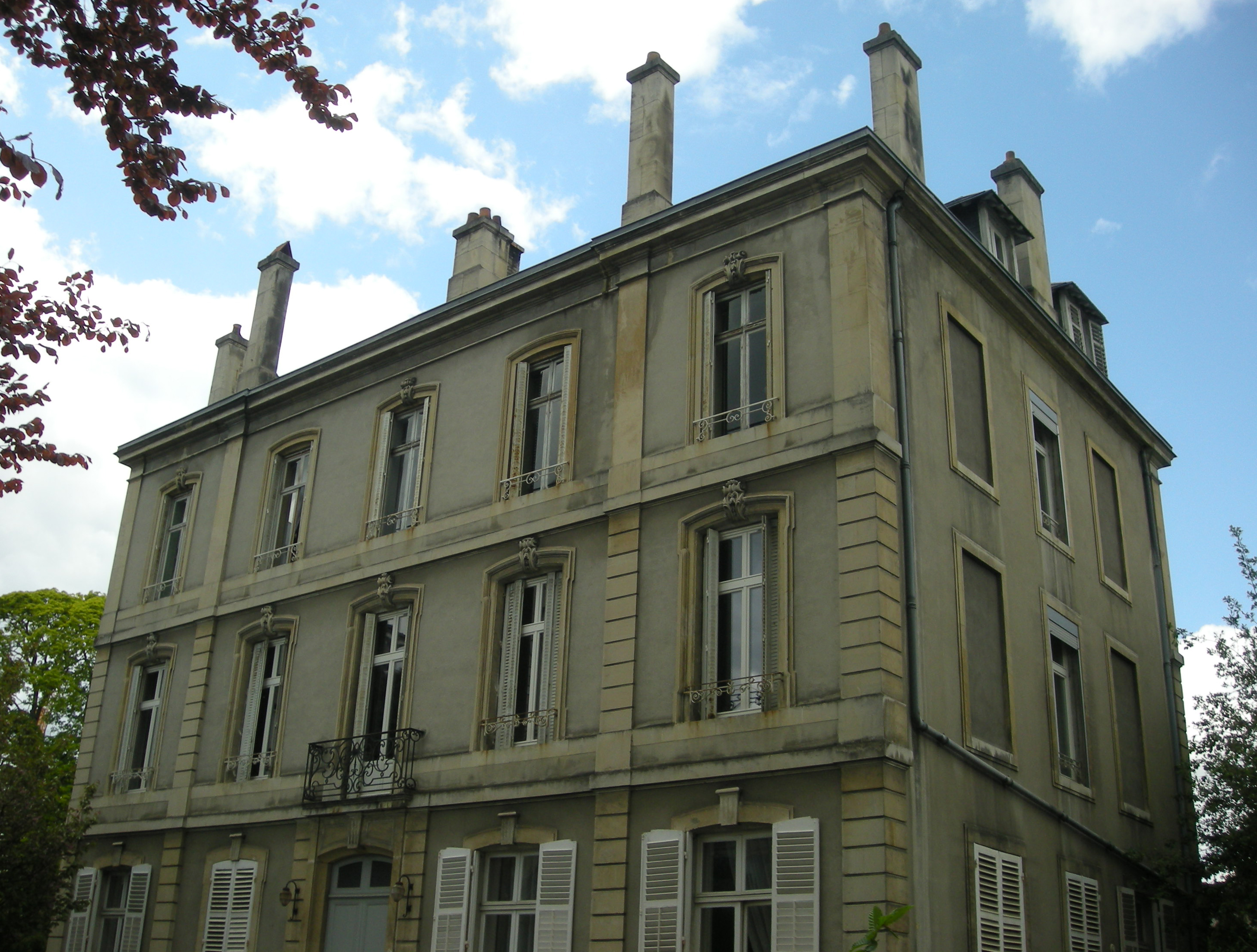
Casa lui Gallé din Nancy

Gallé a fost fiul unui producător de mobilier și de faianță și a studiat filosofia, botanica și desenul în tinerețe. Mai târziu, el a învățat fabricarea sticlei la Meisenthal și a început să lucreze la fabrica tatălui său din Nancy după Războiul Franco-Prusac. Primele sale creații au fost realizate prin folosirea unei sticle incolore decorate cu email, dar în curând și-a format un stil original, lucrând cu sticlă sculptată opacă și grea sau gravată cu motive vegetale, adesea în două sau mai multe culori. Prietenul său și patronul său Robert de Montesquiou l-a trimis la Bayreuth cu o recomandare către Cosima Wagner, care l-a făcut să manifeste un mare entuziasm pentru Parsifal. În 1875 s-a căsătorit cu Henriette Grimm (1848-1914). În 1877 și-a asumat rolul tatălui său ca director al Maison Gallé-Reinemer. În același an a fost ales secretar-general al Société centrale d'horticulture din Nancy. Cariera lui a luat avânt după ce a primit laude pentru activitatea sa la Expoziția de la Paris din 1878.
Un deceniu mai târziu, după un alt succes la Expoziția de la Paris din 1889, Gallé a dobândit o faimă internațională, iar stilul său, cu accent pe naturalism și pe motive florale, s-a aflat în prima linie a mișcării emergente Art Nouveau.
El a continuat să includă tehnici experimentale în creațiile sale, precum folii metalice și bule de aer, și a revitalizat, de asemenea, industria sticlei prin înființarea unui atelier pentru producerea în masă a articolelor din sticlă după modele sale și ale altor artiști. Fabrica a avut 300 de muncitori și artizani în perioada sa de glorie, inclusiv pe celebrul meșter sticlar Eugène Rosseau, și a funcționat până în 1936.
Gallé a scris o carte despre artă intitulată Écrits pour l'art 1884-89 („Scrieri despre artă, 1884-89”), care a fost publicată postum în anul 1908.
Mult mai puțin cunoscută este implicarea lui Gallé în plan social. El a fost un umanist convins și a fost implicat în organizarea de școli serale pentru clasa muncitoare (l'Université populaire de Nancy). El a fost trezorier al filialei din Nancy a Ligii pentru Drepturile Omului din Franța și, în 1898, asumându-și un mare risc pentru afacerea sa, unul dintre primele persoane care s-au implicat activ în apărarea lui Alfred Dreyfus. De asemenea, el i-a apărat public pe evreii români și a ținut un discurs în apărarea catolicilor irlandezi împotriva Marii Britanii, sprijinindu-l pe William O'Brien, unul dintre liderii revoltei irlandeze.
În 1901, împreună cu Victor Prouvé, Louis Majorelle, Antonin Daum și Eugène Vallin, el a fondat mișcarea Art Nouveau cunoscută sub numele de École de Nancy (Școala de la Nancy). Multe dintre lucrările lui Gallé sunt păstrate la Musée de l'Ecole de Nancy.
|                                               |
| Vază din cristal gravat de Gallé, aprox. 1900 |

|                                   |
| Vază Gallé cu crini și margarete. |

|                                         |
| Vază de sticlă realizată de Émile Gallé |